# Лигариш
Лигариш (порт. Ligares)  —  район (фрегезия) в Португалии,  входит в округ Браганса. Является составной частью муниципалитета  Фрейшу-ди-Эшпада-а-Синта. По старому административному делению входил в провинцию Траз-уш-Монтиш и Алту-Дору. Входит в экономико-статистический  субрегион Дору, который входит в Северный регион. Население составляет 520 человек на 2001 год. Занимает площадь 46,91 км².